# 先知同伴追随者
先知同伴追随者 (英語：Tabi'un; 阿拉伯语：‎) ，其中文发音也称为塔比文，是跟随先知穆罕默德同伴 (ṣaḥābah) 的穆斯林一代，因此间接接受了他们的教义。一个塔比 (英語：tabi') 至少知道一个萨哈巴 (ṣaḥābiyy)。因此，先是同伴追随者在伊斯兰思想和知识的发展以及早期哈里发的政治发展中发挥了重要作用。
先知同伴追随者之后的下一代穆斯林被称为先知同伴第二追随者 (英語：tābi‘ al-tabi‘īn)。穆罕默德的前三代追随者组成了萨拉夫 (英語：Salaf)。